# Drops of God
Drops of God (em francês: Les Gouttes de Dieu; japonês: 神の雫, romanizado: Kami no Shizuku) é uma série de televisão franco-estadunidense-japonesa criada por Quoc Dang Tran, dirigida por Oded Ruskin, e estrelada por Tomohisa Yamashita e Fleur Geffrier. A série é baseada no mangá homônimo escrito por Tadashi Agi e ilustrado por Shu Okimoto. A trama gira em torno da disputa pela herança de uma propriedade e sua extensa coleção de vinhos entre uma herdeira e uma talentosa aprendiz de enóloga, que lida com efeitos colaterais de um trauma infantil enquanto a família da primeira complica o processo.
A série estreou em 21 de abril de 2023 na Apple TV+. Em maio de 2024, foi anunciada a renovação da série para uma segunda temporada.

## Elenco
- Tomohisa Yamashita como Issei Tomine
- Fleur Geffrier como Camille Léger
- Tom Wozniczka como Thomas Chassangre
- Stanley Weber como Alexandre Léger
- Luca Terracciano como Lorenzo
- Diego Ribon como Luca Inglese
- Azusa Okamoto como Yurika Katase
- Gustave Kervern como Philippe Chassangre
- Cécile Bois como Marianne Léger
  - Margaux Châtelier como Marianne jovem
- Makiko Watanabe como Honoka Tomine
- Satoshi Nikaido como Hirokazu Tomine
- Antoine Chappey como Talion
- Masane Tsukayama como Noboru Tomine
- Lidia Vitale como Elisabetta Fossati

## Recepção
No site agregador de resenhas Rotten Tomatoes, "Drops of God" alcançou uma impressionante taxa de aprovação de 100% entre 25 críticos, com uma média de classificação de 8,2/10. O consenso crítico do site afirma: "Uma saga de competição acirrada com toques de inteligência, 'Drops of God' é um entretenimento elegante que certamente cativará os paladares refinados".

## Prêmios e indicações
| Ano  | Prêmio                         | Categoria              | Indicado     | Resultado |
| 2024 | 52.º International Emmy Awards | Melhor Série Dramática | Drops of God | Venceu    |